# Jamie Hector
Jamie Hector (Brooklyn, Nueva York, 7 de octubre de 1975) es un actor estadounidense de origen haitiano, conocido por interpretar al capo de la droga Marlo Stanfield en la serie de la HBO The Wire.

## Biografía

### Carrera
Hector empezó a actuar después de acabar los estudios secundarios. Cuando entró en la universidad, empezó a actuar en pequeñas actuaciones para las series New York Undercover, Third Watch, Ley & Orden, Law & Order: Special Victims Unit, The Beat, y Oz. 
Su primera aparición en cine fue en la película de Spike Lee: Clockers. Después, apareció en diversas películas como He Got Game, Ghost Dog, Prison Song, Everyday People y Paid in Full. Hector también actuó en el corto Five Deep Breaths, dirigido por Seith Mann, que fue seleccionado para Cannes, Sundance, Tribeca, and IFP Film Festivals, acumulando 16 premios. 
David Simon, creador de The Wire, citó Five Deep Breaths como la razón por la que acabó contratando a Hector.
Fue uno de los personajes principales durante tres temporadas.
Posteriormente, trabajó en la película Blackout con Melvin Van Peebles y Jeffrey Wright, y como el villano Benjamin "Knox" Washington en la tercera temporada de le serie Heroes. También participó en la película de 2008 Max Payne, donde interpretó a Lincoln DeNeuf, un jefe del crimen haitiano.

## Filmografía
| Año       | Personaje                  | Título                       | Actor de doblaje     | Lugar          |
| --------- | -------------------------- | ---------------------------- | -------------------- | -------------- |
| 2023      | Warren                     | Vacation Friends 2           | Carlo Vázquez        | México         |
| 2022      | Ray                        | The Listener                 |                      |                |
| 2022      | Sean M. Suiter             | La ciudad es nuestra         | Beto Castillo        | México         |
| 2014-2021 | Jamie Edgar                | Bosch                        | Nicolás Jofré        | Chile          |
| 2016      | Arthur                     | Quarry                       | Carlo Vázquez        | México         |
| 2010      | DoRight Miller             | Atrapados por la noche       | Diego Osorio         | Estados Unidos |
| 2010      | Emile                      | Halo: Reach                  | Germán Fabregat      | México         |
| 2008      | Knox / Benjamin Washington | Héroes                       | ¿?                   | México         |
| 2008      | Knox / Benjamin Washington | Héroes                       | René García (ep. 47) | México         |
| 2004-2008 | Marlo Stanfield            | Los Vigilantes (serie de TV) | Dafnis Fernández     | México         |